# TuneCore
TuneCore（チューンコア）  は、TuneCore,inc.が運営する音楽ディストリビューションサービスのひとつ。2005年に設立され、ニューヨークのブルックリンを拠点とする。日本法人はTuneCore Japan。

## 概要
主に、小規模のインディーズレーベルに所属するミュージシャンや無所属のアーティストの楽曲をSpotifyやApple Musicを始めとした音楽配信サービスを通じて楽曲の配信、販売、ストリーミングなどといった事業を展開する。
TuneCoreの最初の顧客は、ピクシーズのリードボーカルのブラック・フランシスだった。

## TuneCore Japan

### 歴史
- 2012年、日本でサービス開始。
- 2020年12月4日、慶応義塾大学と共同研究で「ADORNO Project」を立ち上げた[10]。
- 2021年12月、TuneCoreを通じてリリースされた楽曲が100万曲を突破[11]。